# فركلة العليا
فركلة العليا هي قرية مغربية وسط البلاد.تقع فركلة العليا جنوبي مكناس. تنتمي فركلة العليا لإقليم الرشيدية، وتضم 20.214 نسمة (حسب الإحصاء الرسمي 2004).